# 死亡愛麗絲
《死亡愛麗絲》是Pokelabo與SQUARE ENIX共同開發的手機遊戲。橫尾太郎負責原作兼創意監督，他監督過《尼爾》和《誓血龍騎士》系列作，岡部啟一和MONACA編撰音樂，角色插畫則由ZINO負責。遊戲以囚禁的圖書館為舞台講述眾多有着黑暗面美少女的冒險故事。《死亡愛麗絲》在日本時間2017年6月6日推出，於2024年1月15日結束營運。繁體中文版2018年11月29日上線，於2022年11月10日結束營運。

## 遊戲內容
故事內容風格屬於黑暗奇幻，以「這就是最惡劣的故事」作副標題，遊戲中的童話故事角色會自相殘殺，藉此來實現讓「故事作者復活」的願望，有人是祈求故事能夠改寫、有人是為了復仇、亦有人是想尋求自我，但不論目標為何，她們都將不計代價、不論後果，只求這唯一的目的能夠實現。戰鬥為即時性質的指令式，沒有回合限制。遊戲本身由不同主角的短篇故事開始，透過以武器擊殺路途中的夢魘、推進劇情與彼此進行互動、競爭同時，主角們也逐步挖掘出圖書館世界中埋藏的秘密。

## 登場角色
遊戲中可玩的角色來自童話故事。
愛麗絲（聲：M·A·O）
代表「束縛」。角色原型來自《愛麗絲夢遊仙境》。
白雪公主（聲：上田麗奈）
代表「正義」。角色原型來自《白雪公主》。
漢賽爾·葛麗特（聲：內田真禮）
代表「虚妄」。角色原型來自《糖果屋》。
皮諾丘（聲：三瓶由布子）
代表「依存」。角色原型來自《木偶奇遇記》。
輝夜姬（聲：伊藤靜）
代表「被虐」。角色原型來自《竹取物語》。
睡美人（聲：本渡楓）
代表「睡眠」。角色原型來自《睡美人》。
小紅帽（聲：今村彩夏→立花理香）
代表「暴力」。角色原型來自《小紅帽》。
仙度瑞拉（聲：喜多村英梨）
代表「卑劣」。角色原型來自《灰姑娘》。
人魚公主（聲：能登麻美子）
代表「悲哀」。角色原型來自《美人魚》。
桃樂絲（聲：高橋李依）
代表「探求」。角色原型來自《綠野仙蹤》。
胡桃鉗（聲：白熊寛嗣）
2018年2月7日追加，代表「老害」。角色原型來自《胡桃鉗》。
三隻小豬（聲：悠木碧）
2018年4月12日追加，代表「暴食」。角色原型來自《三隻小豬》。
阿拉丁（聲：柿原徹也）
2018年9月15日追加，代表「成金」。角色原型來自《阿拉丁》。
長髮公主（聲：藤田茜）
2019年6月13日追加，代表「純潔」。角色原型來自《長髮公主》。
哈默爾恩（聲：前野智昭）
2019年秋追加，代表「耽美」。角色原型來自《花衣魔笛手》。
賣火柴的小女孩（聲：相良茉優）
2020年8月19日追加，代表「業火」。角色原型來自《賣火柴的小女孩》。

### 導航角色
疑心（聲：？）
萝莉塔式服裝的女孩型牽線木偶。
暗鬼（聲：？）
哥特式風格的男孩型牽線木偶。

## 合作活動

### 尼爾：自動人形
2017年8月24日至9月27日合作活動《尼爾：自動人形》。
寄葉2號B型（聲：石川由依）
通稱2B，「寄葉部隊」成員之一。
寄葉9號S型（聲：花江夏樹）
通稱9S，「寄葉部隊」成員之一。
寄葉A型2號（聲：諏訪彩花）
通稱A2，前「寄葉部隊」成員之一。
艾米爾（聲：門脇舞以）
身分及種族都不明的奇怪生物，初步推測其本性樂天。

### 誓血龍騎士3
2018年3月26日至4月17日合作活動《誓血龍騎士3》。
零（聲：內田真禮）
擁有緋紅色雙眼及髮色接近白色的金髮女子。
壹（聲：田中理恵）
詠唱者的次女，治理著教會都市。
雅科兒（聲：小清水亞美）
提着巨大白色鋁箱的女性。
少年米海爾（聲：東山奈央）
與零一起行動的白龍。

### 尼爾
2019年2月21日至3月8日合作活動《尼爾》。
尼爾（聲：岡本信彦（少年）、遊佐浩二（青年））
遊戲主要角色，從小父母早逝，因此扛起照顧妹妹的責任。
凱寧（聲：田中敦子）

艾米爾（聲：門脇舞以）
主角一行人在洋館相遇的神祕美少年，具有讓眼見之物變成石頭之能力 。
迪瓦菈 & 波波菈（聲：白石涼子）
雙胞胎姊妹，因此對兩人相依為命過活的尼爾與約娜特別關照。

### 叛逆的魯魯修
魯路修·蘭佩洛基（聲：福山潤）

### FINAL FANTASY BRAVE EXVIUS
2019年9月19日至10月3日合作活動《FINAL FANTASY BRAVE EXVIUS》。

### Re:從零開始的異世界生活
2019年11月12日至11月26日合作活動《Re:從零開始的異世界生活》。

### GEMS COMPANY
2020年4月16日至4月28日合作活動《GEMS COMPANY》。

### 寒蟬鳴泣之時
2020年8月25日至9月10日合作活動《寒蟬鳴泣之時》。

### 薔薇少女
2020年10月27日合作活動《薔薇少女》。

## 角色職業及武器
遊戲進行主要靠角色以武器來打倒敵人，而一名角色可以擁有數個職業。職業的特點在於「得意武器」，使用特定武器時會有增幅效果；培養該職業也能強化其得意武器的威力。遊戲剛推出時共有七種職業，分別對應一種武器類型：
破壞者
得意武器為「刀劍」，定位為單體物理傷害。
碾碎者
得意武器為「打擊」，定位為複數物理傷害。
射手
得意武器為「射出」，定位為單體魔法傷害。
聖騎士
得意武器為「長柄」，定位為複數魔法傷害。
法師
得意武器為「魔書」，定位為妨礙敵人、添加負面狀態。
吟遊詩人
得意武器為「樂器」，定位為增益友軍、添加正面狀態。
牧師
得意武器為「祈禱」，定位為回復友軍生命。
魔術師
得意武器為「魔具」，定位為複數魔法傷害。

## 發展
《死亡愛麗絲》遊戲事前登記突破到達50萬，並會與遊戲《尼爾：自動人形》合作，《死亡愛麗絲》亦隱含《尼爾》使用的天使文字。《死亡愛麗絲》在推出前已備受期待，因作品遊戲監製橫尾太郎的創作以濃厚世界觀設定和震撼故事著稱，如《尼爾：自動人形》就獲得極高評價，連帶《死亡愛麗絲》名氣大增。
2017年6月6日推出半小時後一度緊急對外宣佈遊戲將進行無期限維修，龐大的登入人數而不勝負荷。在重新開啟後因為訪問人數過多造成伺服器負擔過大，因此官方特別在推特發表公告，呼籲玩家請盡量避開繁忙時段遊玩，以免遭逢遊戲連線不穩的狀況發生。而因為在上架後就不斷進入維修狀態，加上遊戲「Loading」會轉圈顯示，而被玩家戲稱為「轉圈愛麗絲」。

## 外部連結
- （日語）官方网站
- （日語）死亡愛麗絲的X（前Twitter）
- （繁體中文）繁體版官方網站
- （简体中文）官方网站